# Акира Йошино
Акира Йошино (на японски: 吉野 彰) е японски инженер-химик.

## Биография
Роден е на 30 януари 1948 година в Суита. През 1972 година завършва инженерство в Киотския университет, след което започва работа в химическата компания „Асахи Касеи“. От началото на 80-те години работи върху създаването на презареждащи се батерии на основата на полиацетилен и няколко години създава първите безопасни и годни за серийно производство литиевойонни батерии. През 2005 година защитава докторат в Осакския университет, а през 2017 година се оттегля от активна работа в „Асахи Касеи“ и става преподавател в Университета „Мейджо“ в Нагоя.
През 2019 година Акира Йошино получава Нобелова награда за химия, заедно с теоретиците Джон Гудинаф и Стенли Уитингам, „за разработването на литиевойонните батерии“.